# Atalaya (gmina)
Atalaya – gmina w Hiszpanii, w prowincji Badajoz, w Estramadurze, o powierzchni 22,68 km². W 2011 roku gmina liczyła 319 mieszkańców.